# Sublimazione (psicologia)
In psicoanalisi, la sublimazione è un meccanismo di difesa che sposta una pulsione sessuale o aggressiva verso una meta non sessuale o non aggressiva. Questo consente una valorizzazione a livello sociale delle pulsioni sessuali o aggressive nell'ambito della ricerca, delle professioni o dell'attività artistica, fino alla vita religiosa e spirituale. Ad esempio, una pulsione aggressiva verso il corpo umano può essere incanalata in un'attività socialmente accettata: il chirurgo.

## Descrizione
Secondo Sigmund Freud, in questo modo, 
«la pulsione sessuale mette enormi quantità di forze a disposizione del lavoro di incivilimento e ciò a causa della sua particolare qualità assai spiccata di spostare la sua meta senza nessun'essenziale diminuzione dell'intensità. Chiamiamo facoltà di sublimazione questa proprietà di scambiare la meta originaria sessuale con un'altra, non più sessuale ma psichicamente affine alla prima».
Freud ricorre a questo concetto per spiegare, da un punto di vista economico e dinamico, certi tipi di attività sostenute da un desiderio che non è manifestamente rivolto verso una meta sessuale come, ad esempio, la creazione artistica, l'indagine intellettuale e in generale le attività più elevate dello spirito umano cui la società attribuisce, in genere, grande valore.
(Cinque conferenze sulla psicoanalisi)
La spinta originaria verso queste attività è rinvenuta da Freud in una trasformazione delle pulsioni sessuali: 
Le forze utilizzabili per il lavoro culturale provengono quindi, sempre secondo le teorie freudiane, in gran parte dalla repressione dei cosiddetti "elementi pervertiti" dell'eccitazione sessuale.
La trasformazione di una spinta pulsionale in un'attività sublimata, richiederebbe un tempo intermedio. Durante questa fase si ha un ritiro della libido sull'Io, che rende possibile la desessualizzazione della pulsione.
È proprio in questo senso che Freud in L'Io e l'Es, parla dell'energia dell'Io come di un'energia «desessualizzata e sublimata», capace di essere spostata su attività non sessuali. 
La nevrosi creativa è un tipo frequente di sublimazione. La ricerca di un'inabitazione spirituale è un altro tipo di sublimazione della pulsione sessuale.
Nei Tre saggi sulla sessualità, Freud sostiene che la teoria della libido non riesce a spiegare le basi chimiche e le fonti, né dell'eccitazione, né della sublimazione dell'istinto sessuale.

## Nel tantrismo
Nella pratica tantrica, la sublimazione non avviene attraverso la repressione della sessualità. Consiste in esercizi di meditazione, di contrazione muscolare e di ritenzione del seme, che hanno il risultato di stabilire la consapevolezza e il controllo di un flusso continuo di energia vitale fra i sei livelli somato-psichici-spirituali. Poi il singolo può fare questi movimenti ed esercizi sia prima e durante il rapporto sessuale sia per migliorare durata e qualità per entrambi i partner, che in assenza di rapporti per restare in contatto con la componente spirituale di ciascun livello.